# Magazzini Bonomi
Il palazzo dei Magazzini Bonomi è un edificio storico di Milano situato in corso Vittorio Emanuele II al civico 8.

## Storia
Il palazzo fu costruito tra il 1902 e il 1907 dall'ingegnere Angelo Bonomi. Venne quindi rimodellato dall'architetto Giovanni Muzio tra il 1952 e il 1965.

## Descrizione
Caratteristica principale del palazzo sono gli ampi finestroni, resi possibile dall'adozione della struttura portante, a vista, in ghisa. Questo materiale, oltre ad avere funzione strutturale, ha anche funzione decorativa sia nelle colonne, sia nelle fitte trame dei balconi tipiche dello stile liberty. La struttura decorativa della facciata, simmetrica rispetto all'asse verticale, si fa più spoglia al salire dei piani: nel primo piano i balconi laterali sono collegati a quelli del piano superiore tramite delle colonne di ghisa a formare un baldacchino, mentre ai piani superiori i balconi centrali e laterali sono slegati da loro, per poi perdere ogni elementi aggettante all'ultimo piano.

## Galleria d'immagini

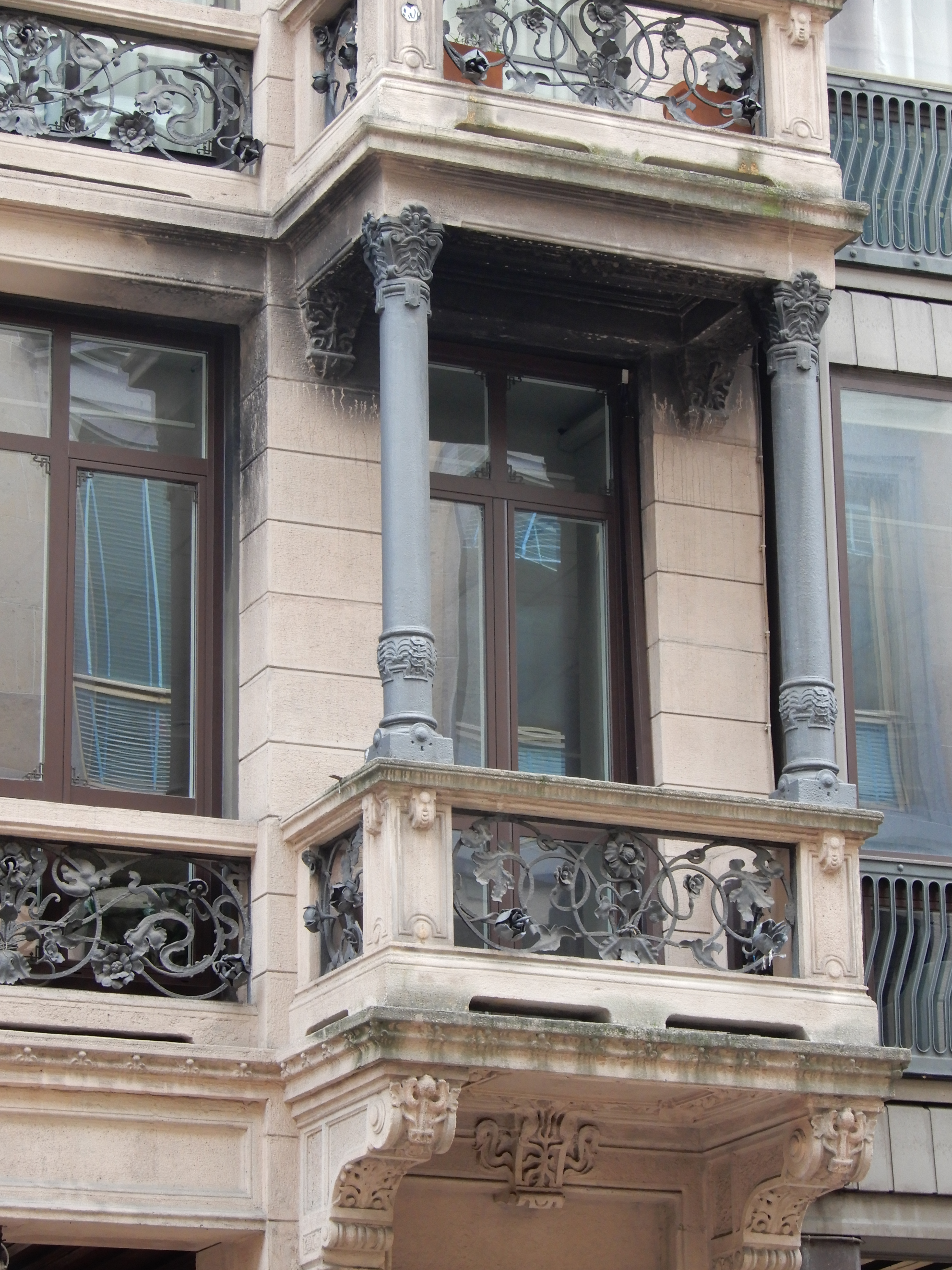
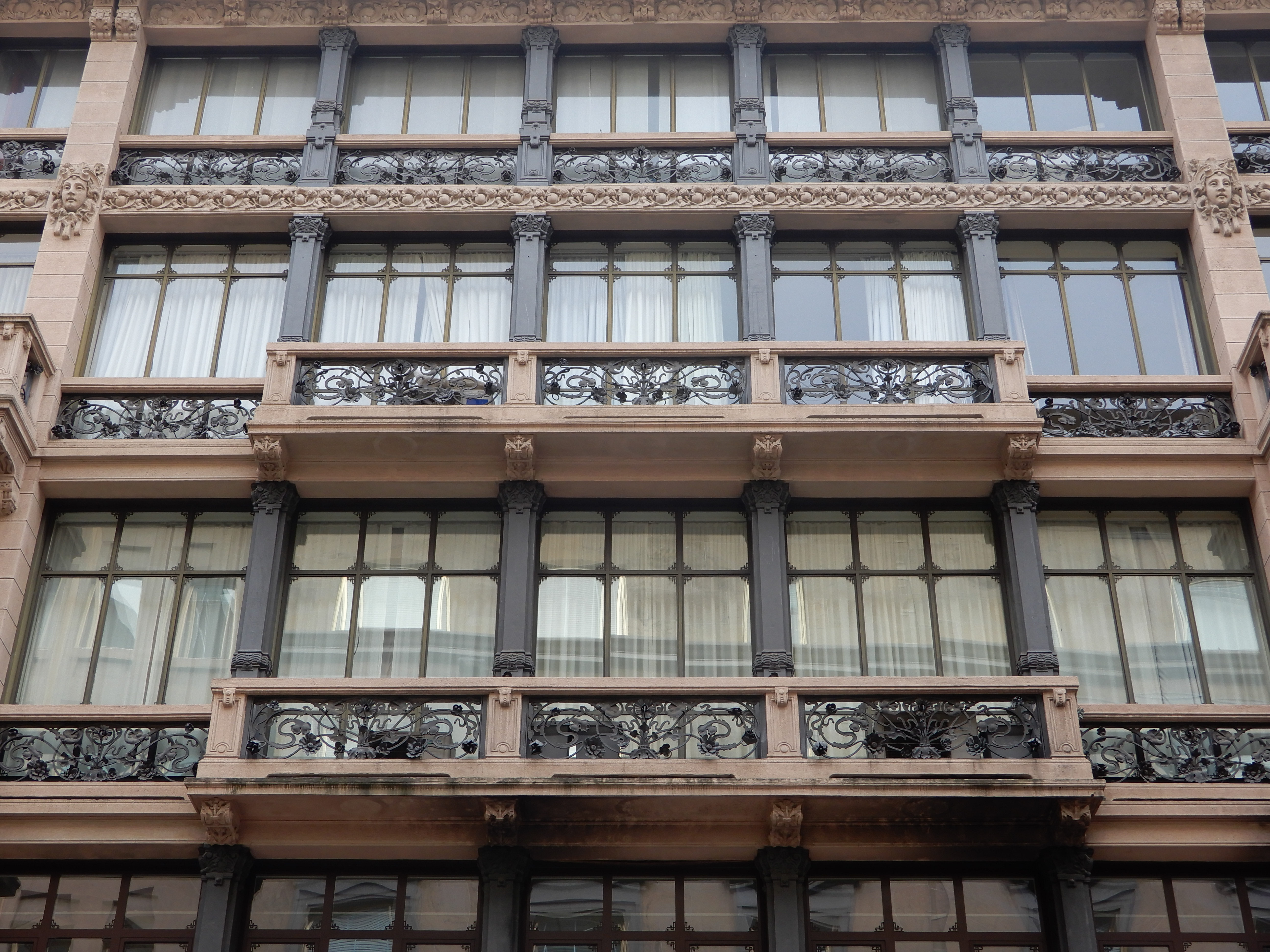

### Fonti
- Cristina Casero, Liberty, Déco e stile Novecento, Milano, Nodo Libri, 2000, ISBN 88-7185-076-9.

### Testi di approfondimento
- Rossana Bossaglia, Architettura Liberty a Milano, Milano, Il Saggiatore, 1968,  p. 24, ISBN non esistente, SBN RAV0022871.
- Piero Bottoni, Antologia di edifici moderni in Milano, Milano, Editoriale Domus, 1990  [1954],  pp. 22-24, ISBN non esistente, SBN UFI0045003.